# Mortar

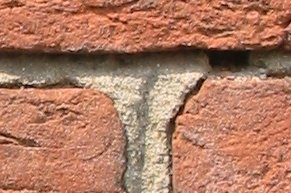
Mortar între cărămizi

Mortarul este un material de construcție constituit dintr-un amestec de nisip, apă și un liant cum ar fi cimentul, varul sau ipsosul, care se folosește ca element de legătură între materiale de construcție solide (cărămizi, piatră, prefabricate BCA).
Mortarul este un amestec de ciment, nisip și apă, care poate fi completat cu aditivi, adaosuri și pigmenți de culoare. Spre deosebire de beton, mortarul nu include agregate. Mortarele sunt utilizate pentru îmbinarea elementelor (pentru îmbinarea elementelor tăiate sau turnate), pentru placări (impermeabilizarea, placarea și căptușirea pereților, finisarea podelelor), dar și pentru alte aplicații, precum rosturi, tencuieli, izolații, etanșeizări sau astupări.